# Caio Abúrnio Valente
Caio Abúrnio Valente (em latim: Gaius Aburnius Valens) foi senador romano nomeado cônsul sufecto para o nundínio de setembro a dezembro de 109 com Caio Júlio Próculo. Filho de Lúcio Fúlvio Abúrnio Valente, jurista da Escola Sabiniana.